# Jeleniów (Basse-Silésie)
Pour les articles homonymes, voir Jeleniów.
Jeleniów (en allemand : Gellenau) est une localité polonaise de la gmina de Lewin Kłodzki, située dans le powiat de Kłodzko en voïvodie de Basse-Silésie.

## Géographie
Le village se situe dans les contreforts des Sudètes, dans la vallée de la Klikawa, un affluent de la Metuje, à 2 kilomètres au sud-est de Kudowa-Zdrój.
La route européenne 67 passe par l'endroit et conduit vers la frontière tchèque au sud-ouest.

## Histoire

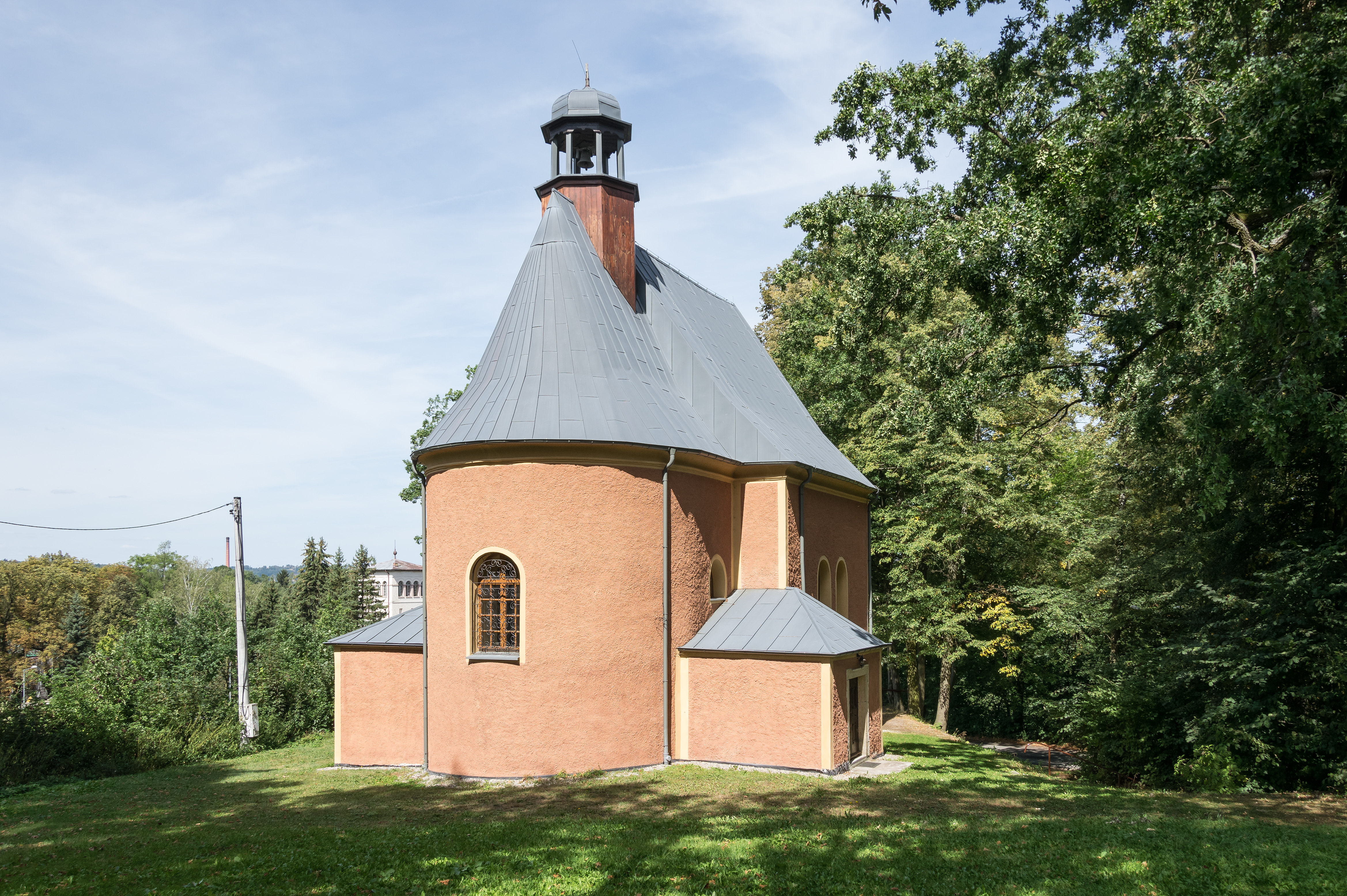
L'église de la Trinité.

Le Moyen Âge tardif, la région appartenait à la seigneurie de Náchod au sein des pays de la couronne de Bohême. Le lieu de Geylnaw est mentionné pour la première fois en 1350 ; il fut incorporé dans le comté de Glatz par Henri Ier de Poděbrady, fils du roi Georges de Bohême, en 1477. 
En 1595, le manoir est cédé aux citoyens de Duszniki. À la suite de la révolte de Bohême, les domaines ont été temporairement confisqués par l'empereur Ferdinand II et son frère cadet l'archiduc Charles d'Autriche en 1623.
Après la première guerre de Silésie, en 1742, l'ancien comté de Glatz a été annexé par le royaume de Prusse, réaffirmé par le traité de Hubertsbourg en 1763, et faisait partie de la Silésie prussienne dès 1815. Vers la fin de la Seconde Guerre mondiale, la région est conquise par l'Armée rouge puis rattachée à la république de Pologne. La population germanophone restante fut expulsée.

## Personnalités
- Pierre von Biron (1724-1800), duc de Courlande et de Sagan, meurt au château de Gellenau.